# ريمون لاهي
ريموند جون لاهي (29 مايو 1940- 10 أبريل 2022) كان أسقفًا كنديًا للكنيسة الكاثوليكية. كان أسقفًا لأبرشية أنتيجونيش، نوفا سكوشا من عام 2003 إلى عام 2009. وجهت إلى لاهي في عام 2009 تهمة استيراد صور إباحية للأطفال . تم إيقافه عن ممارسة وظائفه الكهنوتية والأسرارية، واستقال من منصبه أسقفًا في عام 2009، وتم إعلانه علمانيًا من قبل البابا بنديكتوس السادس عشر في عام 2012.

## تعليمه
وُلِد لاهي في سانت جونز ، نيوفاوندلاند، في 29 مايو 1940. التحق بجامعة سانت بول في جامعة أوتاوا، حيث تخرج بدرجة البكالوريوس في اللاهوت عام 1961، ودرجة الليسانس في اللاهوت عام 1963، ودكتوراه بمرتبة الشرف عام 1966.
تمت سيامته في 13 يونيو 1963.

## حياته المهنية
شغل لاهي مناصب إدارية وأكاديمية أولاً في نيوفاوندلاند ولابرادور، ثم في نوفا سكوشا لاحقًا. ظهرت أدلة لاحقًا على أن الجاني الرئيسي، الأسقف لاهي، ربما تولى دور الوسيط خلال فضيحة الاعتداء الجنسي عام 1989 في أبرشية القديس يوحنا في نيوفاوندلاند عندما كان يخدم تحت قيادة رئيس الأساقفة آنذاك ألفونسوس ليجوري بيني.
- مدير أبرشية الصليب المقدس، أبرشية جراند فولز ، هوليرود.
- راعي أبرشية القديس بطرس، أبرشية القديس يوحنا ، ماونت بيرل.
- النائب العام لأبرشية القديس يوحنا، القديس يوحنا.
- أستاذ مساعد، قسم الدراسات الدينية، جامعة ميموريال في نيوفاوندلاند ، سانت جونز.
- مدير كلية سانت جون، جامعة ميموريال في نيوفاوندلاند ، سانت جون.
- أستاذ مشارك، قسم الدراسات الدينية، جامعة ميموريال في نيوفاوندلاند ، سانت جونز.
- رئيس قسم الدراسات الدينية، جامعة ميموريال في نيوفاوندلاند ، سانت جونز.
- عضو مجلس الشيوخ في جامعة ميموريال، جامعة ميموريال في نيوفاوندلاند ، سانت جونز.
- عضو لجنة التعليم الديني الإقليمية، نيوفاوندلاند ولابرادور.
- خدم في مجلسين مدرسيين كاثوليكيين في نيوفاوندلاند ولابرادور.
- خدم في مؤسسة دار أيتام بلفيدير، نيوفاوندلاند ولابرادور.
- نائب رئيس لجنة الذكرى المئوية الثانية للكنيسة الرومانية الكاثوليكية في نيوفاوندلاند ولابرادور (بما في ذلك الاستعدادات للزيارة البابوية التي قام بها البابا يوحنا بولس الثاني إلى المقاطعة في عام 1984).

## أسقف
- تم تعيينه أسقفًا لأبرشية القديس جورج في 8 يوليو 1986 من قبل البابا يوحنا بولس الثاني. تم تكريسه في 3 أغسطس 1986 في كورنر بروك.
- تم تعيينه أسقفًا لأنتيجونيش من قبل البابا يوحنا بولس الثاني في 5 أبريل 2003.[3] تم تثبيته هناك في 12 يونيو 2003.
- قبل البابا بنديكتوس السادس عشر استقالته في 26 سبتمبر 2009،[4] بعد اكتشاف صور إباحية للأطفال على جهاز الكمبيوتر المحمول الخاص به.[5]

## المساهمات الأكاديمية
- مؤلف دراسات ومقالات في اللاهوت وتاريخ الكنيسة.
- مساهم في قاموس السيرة الذاتية الكندية.
- عضو في العديد من المجالس العلمية، بما في ذلك الأكاديمية الأمريكية للدين.

## فضيحة إساءة
في عام 1989، ذهب الأب كيفن مولوي إلى رئيس أساقفة القديس يوحنا السابق ألفونسوس ليجوري بيني ليبلغه أن طفلاً شاهد مواد إباحية في منزل لاهي. وقد تم سرد هذه الإدعاءات في عام 2009 عندما تم القبض على الأسقف لاهي لاحقًا بتهمة منفصلة تتعلق بالمواد الإباحية غير المشروعة.
في 7 أغسطس 2009، أعلن لاهي أن أبرشية أنتيجونيش قد توصلت إلى تسوية بقيمة 15 مليون دولار في دعوى قضائية جماعية رفعها ضحايا الاعتداء الجنسي من قبل كهنة الأبرشية منذ عام 1950. وقد وافقت المحكمة العليا في نوفا سكوشا على التسوية في 10 سبتمبر 2009. في عام 2012، أوفت الأبرشية بالتزاماتها القانونية بدفع 15 مليون دولار لضحايا الاعتداء الجنسي، بعد بيع عدد كبير من ممتلكاتها، وتصفية الحسابات المصرفية للعديد من كنائسها، واقتراض 6.5 مليون دولار من مقرضين من القطاع الخاص.

## التهم الجنائية والعلمنة
في 15 سبتمبر 2009، عاد الأسقف لاهي إلى كندا من لندن بجواز سفر يحمل تأشيرات من تايلاند ودول آسيوية أخرى. وفي مطار أوتاوا ماكدونالد-كارتييه الدولي، أجرى ضباط وكالة خدمات الحدود الكندية عملية تفتيش عشوائية لجهاز الكمبيوتر المحمول الخاص بلاهي، واكتشفوا على ما يبدو صوراً مثيرة للقلق. وسُمح للاهي بمواصلة رحلته إلى منزله في نوفا سكوشا، لكن تم الاستيلاء على جهاز الكمبيوتر. وزعمت شرطة أوتاوا أن الفحص الجنائي اللاحق كشف عن صور إباحية للأطفال.
أقر لاهي بالذنب في تهمة حيازة مواد إباحية للأطفال بغرض الاستيراد في 4 مايو/أيار 2011، وطلب عقوبة السجن متخليًا عن حقه في الكفالة.في اليوم ذاته، أقر الكرسي الرسولي بهذا الاعتراف وأعلن استمراره في اتخاذ الإجراءات الخاصة التي قد تؤدي إلى فرض عقوبات تأديبية أو جزائية.
في 4 يناير/كانون الثاني 2012، صدر حكم بسجنه لمدة 15 شهرًا مع 24 شهرًا تحت المراقبة. ووفقًا للقانون الكندي، يتم احتساب فترة الاحتجاز السابق للمحاكمة بمعدل يومين لكل يوم من العقوبة. وبناءً على ذلك، تم اعتبار الأشهر الثمانية التي قضاها لاهي في الحبس الاحتياطي كـ 16 شهرًا، أي ما يعادل أكثر من مدة العقوبة المحكوم بها، مما أدى إلى الإفراج عنه في اليوم نفسه.
وفي 16 مايو/أيار 2012، أعلن مؤتمر الأساقفة الكاثوليك الكنديين أن لاهي لم يعد جزءًا من السلك الكهنوتي، وأصبح علمانيًا.